# Megadiestramima extensa
Megadiestramima extensa är en insektsart som beskrevs av Andrej Vasiljevitj Gorochov 1998. Megadiestramima extensa ingår i släktet Megadiestramima och familjen grottvårtbitare. Inga underarter finns listade i Catalogue of Life.